# Accord bilatéral d'échange de main-d'oeuvre entre la Belgique et la Grèce
Le 12 juillet 1957, l’ambassadeur du royaume de Belgique à Athènes Rémy Baert et le ministre des affaires étrangères du royaume de Grèce Evangelos Averoff-Tossizza signaient à Athènes un accord entre la Belgique et la Grèce concernant l’émigration de travailleurs grecs en Belgique en vue d’être occupés dans les charbonnages. 
Cet accord fait suite à la pénurie de main-d’œuvre dans l’industrie houillère, notamment wallonne. Les travailleurs grecs sont recrutés dans leur pays d’origine et envoyés en Belgique pour répondre à ce besoin de main-d’œuvre. Cet accord fait partie d’un ensemble de conventions d’échange de main-d’œuvre conclues entre la Belgique et notamment, l’Italie, l’Espagne, le Maroc, la Turquie ou la Yougoslavie.

## Situation socio-économique

### Contexte socio-économique en Grèce, 1945 - 1957

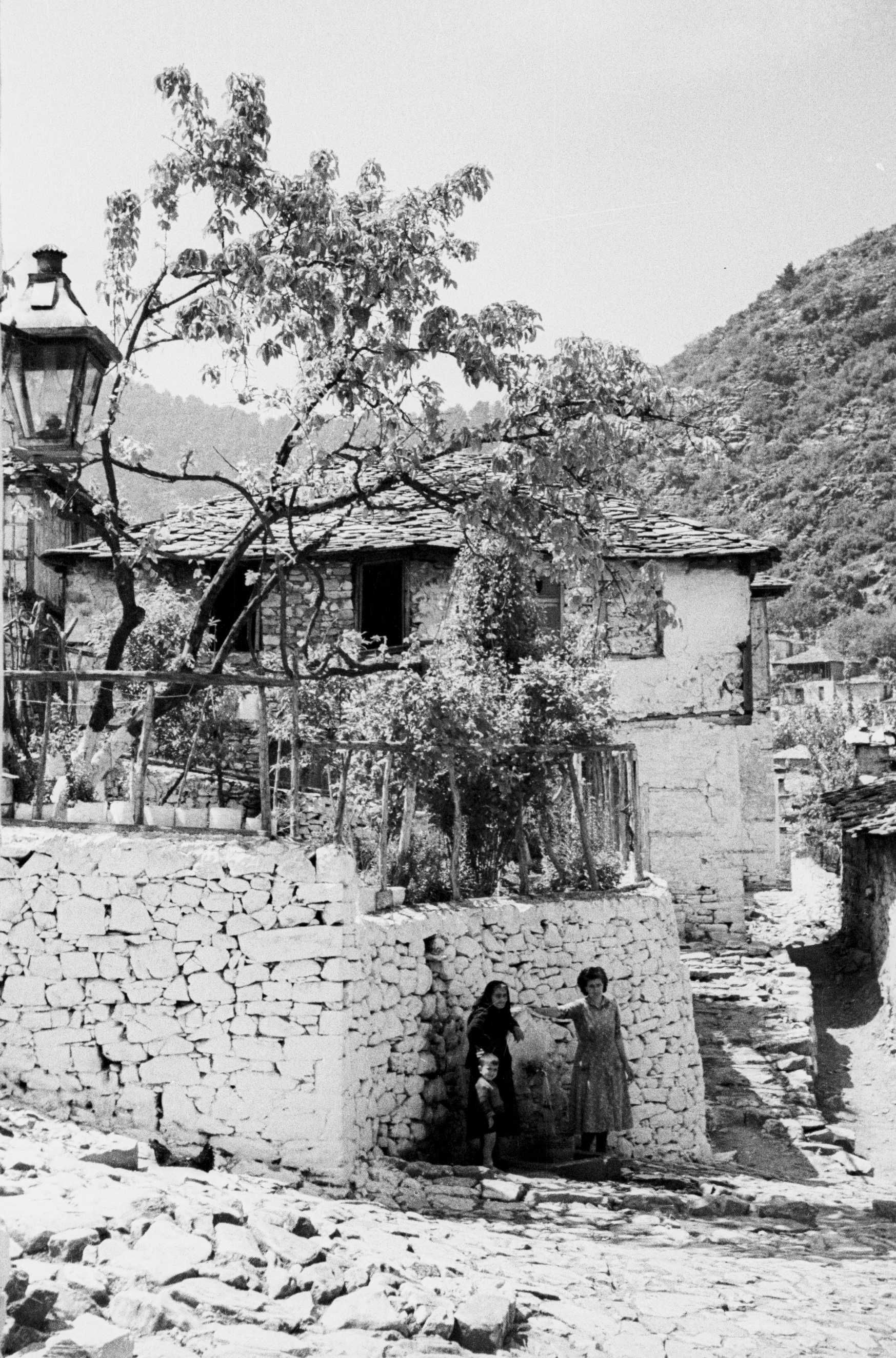
Villageoises de Thasos en 1958 : l'émigration permet de faire vivre les familles restées au pays.

Au lendemain de la Seconde Guerre mondiale, la Grèce se trouve dans un état de totale destruction parce que l’occupation allemande y a été une des plus féroces, meurtrière et des plus destructrices en Europe. Durant le conflit, la Grèce a perdu 8 à 9 % de sa population (à titre de comparaison, en France cette perte représente 1,5 %), la production agricole est inférieure de plus de 50 % à ce qu’elle était en 1939, et la moitié des ouvriers et paysans sont au chômage.
Au drame de la Seconde Guerre mondiale s’ajoute la guerre civile (1947-1949) dont le bilan est très lourd. En effet, la pays compte au moins 150 000 morts, 1 000 villages détruits, plus de 900 000 paysans suspects de sympathie avec la rébellion déplacés vers les banlieues des villes et 70 000 à 100 000 sympathisants de gauche sont déportés vers des camps de concentration, situés sur des îles (Makronissos, Ágios Efstrátios). Ainsi, alors que l’Europe occidentale se reconstruit et bâtit son État social dans une période de prospérité, la Grèce, totalement ruinée, sort à peine d’un état de sous-développement.  
Dans les années 1950 – 1960, la Grèce connaît un développement économique « extrêmement vigoureux ». Konstantinos Karamanlis, Premier ministre de 1955 à 1963, a pour seul mot d’ordre : prospérité. Mais la croissance économique se fait de manière inégalitaire et dans un régime politique qui reste autoritaire.
L’exode rural est très important et le développement industriel est insuffisant pour l’absorber. Ainsi, l’émigration constitue la soupape de sécurité qui permet de réguler les tensions internes. Plus de un million d’hommes quittent la Grèce entre 1950 et 1970, dont plus de 70% pour l’Allemagne.

### Contexte socio-économique en Belgique 1945 - 1957

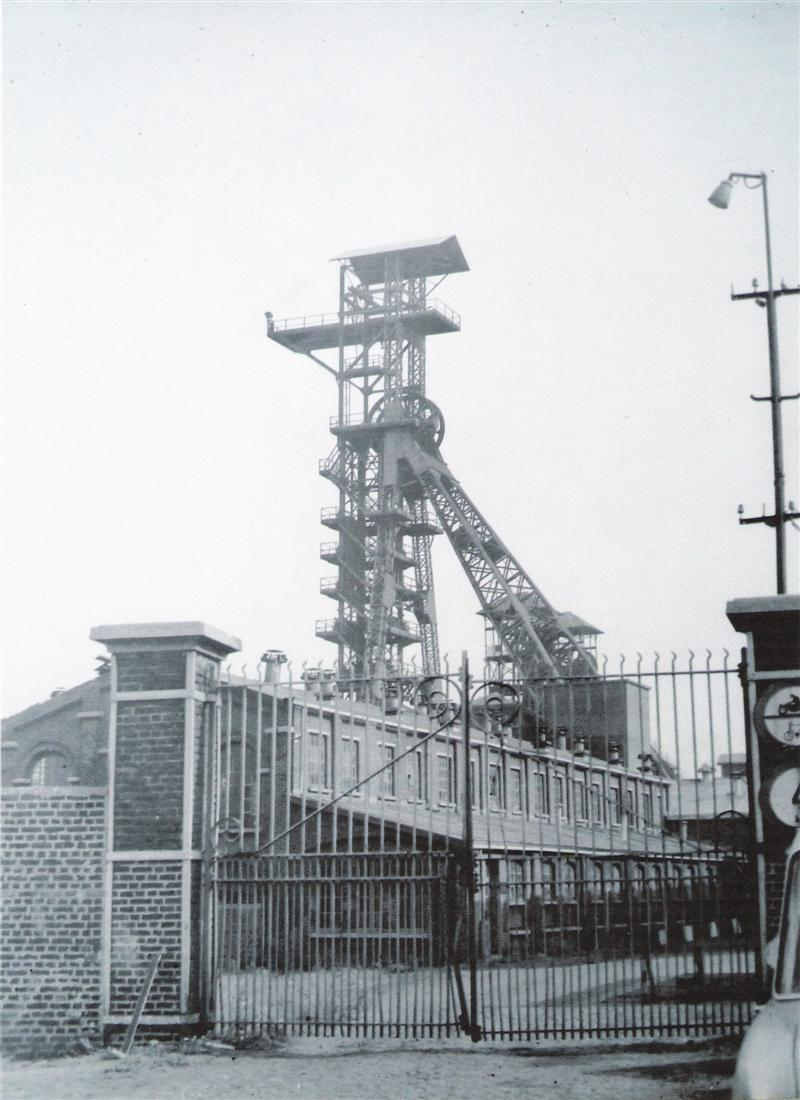
Mines de charbon de Souvret (province de Hainaut) avant leur fermeture en 1967.

Au lendemain de la Seconde Guerre mondiale, la Belgique est confrontée à un déficit charbonnier qui entrave sa reconstruction. En effet, les industries métallurgiques et du textile ne pouvaient répondre aux demandes par manque de charbon.
Cette pénurie de charbon résulte du manque de mineurs : les ouvriers belges acceptent de moins en moins de descendre dans le fond de la mine. Dans un premier temps, la Belgique a recours aux prisonniers de guerre allemands. En 1945, 46 000 prisonniers allemands sont occupés dans les mines. À partir de mai 1947, les prisonniers de guerre allemands doivent être libérés sans pour autant que les ouvriers belges soient disposés à descendre dans le fond des mines. Ainsi, la Belgique doit chercher de la main d’œuvre dans d’autres pays européens. 
En juin 1946, la Belgique signe un protocole d’accord avec l’Italie qui connait une crise économique désastreuse avant le miracle économique italien des années 1950. Il est prévu que 50 000 travailleurs italiens viennent travailler dans les mines belges, en échange du droit à 200 kg de charbon par mineur et par jour, payés au prix plein par l’Italie. Entre 1946 et 1948, 75 000 hommes répartis en 85 convois arrivent dans les 5 bassins miniers en Belgique. En 1954, on compte 161 495 Italiens sur les 379 528 étrangers vivant en Belgique. La  « bataille du charbon » a été gagnée par la Belgique, mais le prix humain fut lourd, particulièrement parmi les ouvriers italiens : environ 800 morts dans les catastrophes minières, 136 brûlés vifs à Marcinelle, des dizaines de milliers d’invalides, victimes d’accidents ou de la silicose, des milliers de familles désagrégées ou dispersées ». À titre d’exemple, le 8 août 1956, lors de la catastrophe du Bois du Cazier à Marcinelle, 262 mineurs trouvent la mort, parmi ceux-ci 136 étaient italiens. Sous la pression de ses ressortissants immigrés, le gouvernement italien a arrêté l’émigration vers les mines belges, en 1956 et ne permettra sa reprise que sous les garanties qui seront définies dans le nouveau protocole signé à Rome le 11 décembre 1957.
La Belgique est alors obligée de se tourner vers d’autres zones de recrutement et conclut de nouvelles conventions bilatérales, notamment avec l’Espagne le 28 novembre 1956, la Grèce le 12 juillet 1957, le Maroc le 17 février 1964, la Turquie le 16 juillet 1964, la Tunisie le 7 août 1969, l’Algérie le 8 janvier 1970 et la Yougoslavie le 23 juillet 1970. En 1954, le président de la Communauté Hellénique de Bruxelles, M. Kokkinos, originaire de Kalymnos et marchand d’éponges à Bruxelles, fait venir 90 Grecs, originaires du Dodécanèse, travailler dans les mines belges, mais à ses frais. En 1954, son fils Sakellarios Kokkinos est embauché par la Fédération charbonnière de Belgique et incite son employeur à entamer des négociations avec les autorités grecques pour l’embauche de travailleurs grecs, dans les mines belges.

## Termes de l’accord bilatéral entre la Belgique et la Grèce

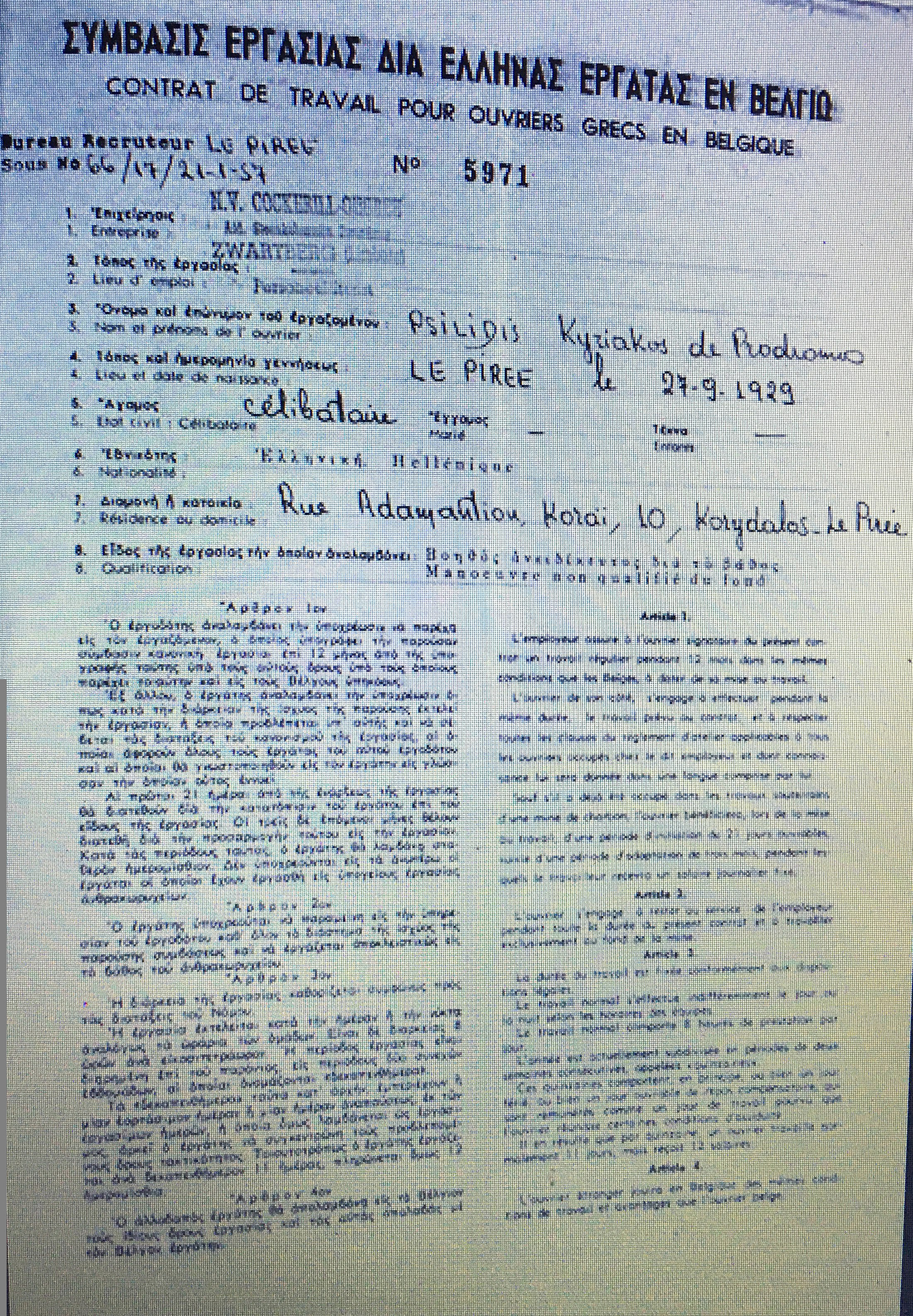
Contrat de travail type

En 1954, avant la signature de l’accord bilatéral entre la Belgique et la Grèce, le 12 juillet 1957, concernant l’émigration de travailleurs grecs en Belgique en vue d’être occupés dans les charbonnages, 1 055 grecs vivaient en Belgique. En 1920, ils étaient au nombre de 530, en 1930, 1 452, en 1938 1 520 et en 1947 1 270.
L’accord conclu entre les deux gouvernements prévoit que :
1. Le Gouvernement belge informera le Gouvernement hellénique du nombre de travailleurs grecs dont l’occupation pour le travail au fond dans les charbonnages belges est autorisée par le Gouvernement belge[10] ;
2. L’engagement des travailleurs se fait  par contrat individuel[11] ;
3. Avant tout recrutement de candidats- travailleurs, les autorités belges fournissent aux services compétents grecs la documentation relative aux conditions de travail, aux salaires, aux avantages sociaux et aux obligations respectives découlant du contrat de travail[12] ;
4. Les candidats au départ ne peuvent être âgés moins de 23 ans et plus de 35 ans[13] ; Toutefois, cette limite d’âge peut être portée à 45 ans pour les candidats qui ont acquis l’expérience du travail souterrain dans les mines de charbon[14] ;
5. Les autorités grecques doivent attirer, spécialement, l’attention des candidats sur le fait qu’il s’agit du travail au fond d’une mine de charbon et que, par conséquent, sont susceptibles d’être sélectionnés uniquement des travailleurs jouissant d’une bonne santé et ayant accompli leur service militaire[13] ;
6. Pour attester de leur bonne santé, les candidats doivent subir un premier examen médical par des médecins désignés ou agrées par la Fédération charbonnière de Belgique, à l’endroit où a lieu leur sélection professionnelle ; par la suite les travailleurs trouvés en bonne santé et aptes pour le travail du fond dans les charbonnages se présenteront au Pirée, porteurs d’une fiche médicale. À leur arrivée au Pirée, les candidats passent un second examen médical à l’intervention de médecins désignés par la Fédération charbonnière de Belgique et ceux d’entre eux qui seront jugés sains et aptes signeront le contrat de travail individuel et partiront en Belgique[15] ; Les frais des sélections médicales sont supportés par la Fédération charbonnière de Belgique[16] ;
7. Par ailleurs, ne peuvent être inscrits, dans les listes pour le  départ, les personnes qui ont fait l’objet de condamnations pénales non bénignes[17]. Sont considérées comme condamnations bénignes[18] :
  - Les condamnations à la seule peine d’amende ;
  - Les condamnations pour contraventions ;
  - Les condamnations pour délits involontaires ;
  - Les condamnations pour délits volontaires consistant en une peine de réclusion non supérieure à un an ;
8. La Fédération charbonnière de Belgique assume tous les frais de transport des travailleurs aptes au départ, depuis la Grèce jusqu’au lieu de travail en Belgique ; Les ouvriers grecs, sélectionnés en Grèce, munis de leur contrat de travail dûment signé, sont transportés en Belgique par chemin de fer ; À chaque convoi composé d’au moins 80 travailleurs, le gouvernement grec désigne un convoyeur qui accompagne le convoi depuis le point de départ prévu jusqu’à un point en dehors de la frontière grecque à partir duquel la Fédération charbonnière de Belgique assurera le relais du convoyeur belge[19];
9. Les travailleurs  sont munis d’un passeport individuel et l’ambassade de Belgique y apposera le visa d’établissement en Belgique[20];
10. L’ouvrier grec une fois en Belgique, sur son lieu de travail, les charbonnages ont 14 jours pour introduire une demande de permis de travail. Le gouvernement belge délivrera un permis de travail dès que l’ouvrier grec sera mis au travail dans le fond des mines de charbon[21] ;
11. Les charbonnages belges assurent aux mineurs grecs, vivant seuls, un logement convenable et une nourriture conforme, autant que possible, à leurs habitudes alimentaires. Par ailleurs, les employeurs belges assurent l’hébergement, l’assistance médico-pharmaceutique et, le cas échéant, l’hospitalisation de l’ouvrier grec dès son arrivée en Belgique, jusqu'au moment où il commencera à bénéficier des prestations de l’assurance maladie-invalidité[22] ;
12. Les charbonnages prennent toutes les mesures opportunes pour adapter graduellement les ouvriers aux travaux qu’ils auront à exécuter et leur fournissent toutes les indications utiles en ce qui concerne les modalités de mesurage de travaux à marché, de paiement des salaires et de présentation des réclamations éventuelles ; En vue de répondre aux exigences de la sécurité et d’assurer aux travailleurs grecs une préparation suffisante au travail de fond, l’intéressé bénéficie, lors de sa mise au travail, d’une période d’initiation de 21 jours ouvrables au moins et d’une période d’adaptation de 3 mois, organisées par les associations charbonnières intéressées ; Pendant ces périodes, d’initiation et d’adaptation, l’ouvrier grec reçoit 238,20 francs par journée de huit heures, si l’ouvrier est âgé de 21 ans ou plus. Après la période d’adaptation, l’ouvrier peut commencer l’apprentissage de l’abattage ; dans ce cas l’ouvrier touche à travail égal une rémunération égale à celle des ouvriers apprentis batteurs[23]. Ce salaire comprend une partie indépendante de la production qui va en décroissant et une partie qui va en croissant en fonction de la production. Le salaire minimum de l’ouvrier abatteur est de 323,50 francs[24].
13. En cas de rupture volontaire et injustifiée de son contrat, l’ouvrier grec est muni par le charbonnage employeur d’un billet de voyage pour le retour en Grèce. Le billet sera à charge du travailleur ou, s’il est démuni de ressources, à charge de l’employeur[25] ; En cas de rupture justifiée de son contrat, le mineur grec a la possibilité de conclure un nouveau contrat avec un autre charbonnage[26] ;
14. A l’expiration du contrat, le mineur grec ne pourra rester en Belgique qu’à la condition d’être réembauché comme mineur de fond[27] : En cas de conclusion d’un nouveau contrat, la demande de renouvellement de permis de travail est introduite par l’employeur 2 mois avant l’expiration du contrat en cours[28] ;
15. L’ouvrier grec qui aura travaillé en Belgique de façon régulière et ininterrompue pendant 5 ans, obtiendra l’autorisation d’y exercer toute profession salariée de son choix ; L’épouse de l’ouvrier et ses enfants mineurs d’âge lors de leur arrivée en Belgique, qui auront résidé de façon régulière et ininterrompue pendant 5 ans, auront l’autorisation d’y exercer toute profession salariée de leur choix ; Avant ce délai de 5 ans, ils peuvent obtenir un permis de travail B, d’une durée limitée à 1 an, si le marché du travail le permet[29] ;
16. L’ouvrier grec se trouvant en Belgique bénéficie de l’égalité de traitement avec les nationaux en ce qui concerne les salaires et les conditions de travail ; Le mineur grec bénéficie également des prestations de sécurité sociale dans les limites de la législation belge ; Les allocations familiales proprement dites, à l’exclusion de toute allocation familiale spéciale ou majorée, lui sont accordées au barème général en vigueur pour les ouvriers belges, même si sa famille continue à résider en Grèce[30] ;
17. Les charbonnages organisent des phalanstères destinés aux travailleurs grecs, les gérants de ces phalanstères sont choisis parmi des Grecs et des Belges honorablement connus par l’employeur ; (les phalanstères sont des logements temporaires, sous forme de dortoirs, destinés aux travailleurs des mines)[31]. En vertu de l’arrêté royal du 25 juin 1951 relatif  aux logements temporaires des travailleurs des mines, des minières et des carrières souterraines[32] :
  - Les dortoirs doivent être convenablement chauffés, selon la saison
  - Chaque travailleur doit disposer d’une armoire qui puisse être fermée à clé, d’un lit à ressort muni d’un matelas, de couvertures en nombre suffisant et de draps de lit qui seront changés deux fois par mois ;
18. Le gouvernement belge autorisera l’établissement en Belgique de la famille du mineur grec dès que celui-ci disposera d’un logement convenable pour sa famille, celle-ci comprend la femme et les enfants mineurs d’âge à charge ; Dans des cas particuliers, l’établissement en Belgique des ascendants à charge de l’ouvrier grec est autorisé[33] ;
19. Les deux gouvernements autorisent le transfert aux bénéficiaires en Grèce des salaires des travailleurs, y compris les allocations familiales[34] ;
20. Les règlements d’atelier, traduits en grec, sont affichés à côté des textes en langue nationale ; Les charbonnages désignent des interprètes en nombre suffisant dans chaque entreprise et choisis, autant que possible, parmi les ouvriers grecs au travail[35] ;
21. Dans le cas d’inaptitude au travail du fond, constaté par le médecin du charbonnage, cette constatation d’inaptitude est communiquée en langue grecque à l’ouvrier qui est invité à faire connaître s’il désire[36] :
  - être rapatrié jusqu’au Pirée, aux frais de l’employeur si ce rapatriement intervient dans les 15 jours après la communication à l’ouvrier de la constatation d’inaptitude soit par le médecin du charbonnage, soit par le médecin désigné par le Ministère du Travail et de la Prévoyance sociale ;
  - bénéficier dans les dix jours des possibilités éventuelles de placement dans un secteur prioritaire ;
  - se présenter dans les 48 heures, en cas de non accord sur la décision d’inaptitude prise par le médecin du charbonnage, devant un médecin désigné par le Ministère du Travail et de la Prévoyance sociale. Si ce dernier médecin ne confirme pas l’inaptitude au travail de fond, le travailleur aura la faculté de signer un nouveau contrat avec un autre charbonnage ;
22. l’ouvrier grec qui aura travaillé de façon régulière et ininterrompue pendant 5 ans au moins dans les charbonnages belges, aura droit en cas de rapatriement à une indemnité couvrant les frais de voyage de retour jusqu’au Pirée ; cette indemnité, à charge du dernier employeur, couvrira les frais de voyage de l’ouvrier, de son épouse et de ses enfants à charge vivant depuis 2 ans au moins sous son toit[37].

## Les Grecs en Belgique aujourd'hui
Dès la signature de l’accord bilatéral, en juillet 1957, 7 801 Grecs signent un contrat individuel et viennent travailler dans le fond des mines belges. Ainsi, entre 1957 et 1964, fin de l’émigration grecque organisée, quelque 20 000 Grecs ont quitté leur village d’Epire, de Macédoine, de Thrace ou du Dodécanèse pour venir travailler dans les mines belges. 
En 1965, quelque 30 % de ces immigrés, venus travailler dans les mines belges, sont retournés en Grèce. Actuellement, quelque 38 000 Grecs vivent en Belgique, dont 18 000 à Bruxelles. La majorité des ressortissants grecs de deuxième et de troisième génération ont acquis la nationalité belge.
Une nouvelle vague d’immigration grecque vers la Belgique s’est mise en mouvement. Depuis la crise financière mondiale de 2008 mais surtout depuis la crise économique de 2010, liée à la dette publique, qui a frappé la Grèce, plus de 400 000 ressortissants grecs ont émigré pour trouver du travail sous d’autres cieux.
Plus particulièrement en Belgique, entre 2010 et 2013 le nombre de permis de séjour délivrés à des ressortissants grecs a presque doublé, passant de 605 en 2010 à 1180 en 2013. Par contre, il ne  s’agit plus de travailleurs non qualifiés mais  d’universitaires (médecins, architectes, ingénieurs ou informaticiens) qui bien que diplômés ne trouvent pas, en Grèce, d’emploi rémunéré correctement, selon leur niveau d’études.